# Gutka

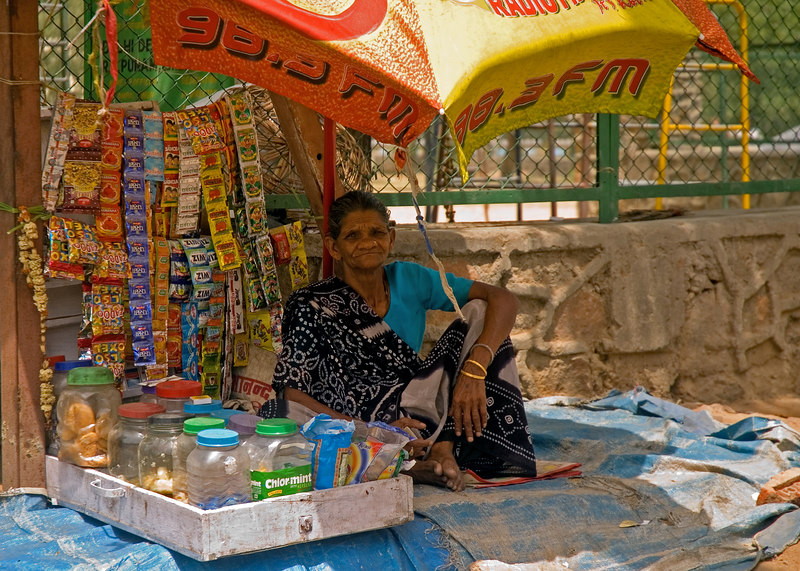
Vendedor callejero de gutka, India.

Gutka (Urdú گٹکھا, Hindi गुटखा, Gujarati ગુટખા, Punjabi ਗੁਟਖਾ, también escrito gutkha, guttkha, guthka) es un preparado a base de nuez de areca (también llamada nuez betel) partida, tabaco, catechu, parafina, cal y dulce o saborizantes. Se fabrica en la India y es exportado a algunos países. Es un estimulante de intensidad media. Se vende en la India en pequeños paquetes de tamaño individual cuyo precio oscila entre 2 y 10 rupias el paquete. Se consume de forma similar al tabaco de mascar, y al igual que el mascado de tabaco se considera que puede producir cáncer de boca y otros efectos nocivos sobre la salud.

## Características
El gutka es una substancia en forma de polvo granulado, de color marrón claro a blanquecina. Al ser colocado en la boca, en breves instantes el gutka se disuelve en la saliva y toma un color rojo fuerte. El usuario que lo masca experimenta una sensación especial algo más intensa que la que produce el tabaco.

## Factores demográficos
El gutka es utilizado por millones de adultos y niños. Algunos paquetes no mencionan que contenga tabaco como uno de sus ingredientes, algunos poseen sabor a chocolate, y algunos son promocionados como refrescantes del aliento.
El uso del gutka puede comenzar desde edades muy tempranas. A causa de su sabor aromático, fácil disponibilidad y costo reducido, es popular entre los niños pobres, quienes en consecuencia pueden padecer lesiones precancerosas desde muy jóvenes. Los síntomas del cáncer a menudo aparecen en la escuela secundaria o etapa preuniversitaria. Las costumbres en la India no permiten que los niños fumen cigarillos, por lo que prefieren usar gutka, cuyo consumo no es fácil de notar por quienes los rodean. El gutka también es utilizado como una alternativa a los cigarrillos y hay quienes sostienen que desalienta la necesidad de fumar aunque eventualmente se convierte en un hábito distinto difícil de abandonar. El gutka también produce problemas para tragar mientras se duerme dando lugar a sequedad de garganta y sueño irregular, lo cual a su vez puede conducir a desarrollar un cáncer de garganta.
En el 2008 unos 5 millones de niños menores de 15 años eran adictos al gutka. Un estudio realizado en Uttar Pradesh y Madhya Pradesh detectó la existencia de precursores de cáncer de boca en un 16% de los niños examinados.